# Юзефув (гміна Задзім)
Юзефув (пол. Józefów) — село в Польщі, у гміні Задзім Поддембицького повіту Лодзинського воєводства.
У 1975-1998 роках село належало до Серадзького воєводства.